# 銛打ち機構
化学反応において、銛打ち機構（もりうちきこう、英: Harpoon mechanism）は、2つの電気的に中性な反応物が比較的長い距離での電子移動を経験してイオンを形成し、より近くに互いを引き付け合う機構である。例えば、金属原子とハロゲンは反応してそれぞれ陽イオンと陰イオンを形成し、結果として組み合わさったハロゲン化金属となる。
一方が電子の「銛」を撃ってイオン化し、静電力によって引き寄せることから命名された。
これらの酸化還元反応の主要な特性は、ほとんどの反応とは異なり、1より大きな立体因子を持つことである。すなわち、衝突論によって予測されるよりも速く起こる。これは、衝突する粒子がそれらの半径から計算される純粋な幾何的断面積よりも大きな断面積を持つという事実によって説明される。粒子が十分接近した時、電子は片方の粒子からもう片方の粒子へ「跳躍」し、陰イオンと陽イオンが形成されて、互いに引き付け合う。銛打ち反応は大抵気相で起こるが、凝集媒質中でも起こり得る。
予測反応速度は立体因子のより良い推定値を使うことによって改善することができる。粗い近似は、エネルギー地平上で電荷移動が起こり得る最大距離Rxが2つの逆の電荷を持つイオン間のクーロン相互作用がエネルギーΔE0を与えるのに十分な最大距離を決定する以下の方程式の解から推定することができる。
{\displaystyle {\frac {-e^{2}}{R_{x}}}+\Delta E_{0}=0}
{\displaystyle \Delta E_{0}=IP-EA}とすると、IPは金属のイオン化ポテンシャル、EAはハロゲンの電子親和力である。

## 銛打ち反応の例
- 一般形: Rg + X2 + hν → RgX + X[5]。Rgは貴ガス、Xはハロゲン。
- Ba...FCH3 + hν → BaF(*) + CH3[6]
- K + CH3I → KI + CH3[7]